# Anacroneuria cruza
Anacroneuria cruza är en bäcksländeart som beskrevs av Bill P.Stark 1995. Anacroneuria cruza ingår i släktet Anacroneuria och familjen jättebäcksländor. Inga underarter finns listade i Catalogue of Life.